# Michael Nyman
Michael Laurence Nyman (født 23. marts 1944 i London) er en engelsk minimalistisk komponist, pianist, librettist og musikvidenskabsmand. 
Han har skrevet værker for mange forskellige besætninger, deriblandt 3 symfonier, soloværker, strygekvartetter, kor- og orkesterværker samt musik til hans eget ensemble Michael Nyman Band.
Michael Nyman har også skabt musik til mange film, blandt andre:
- The Piano
- Gattaca
- Man on Wire